# Oxana Gríshina
Oxana Yúrievna Gríshina –en ruso, Оксана Юрьевна Гришина– (Bely Kolodez, 27 de noviembre de 1968) es una deportista rusa que compitió en ciclismo en la modalidad de pista, especialista en las pruebas de velocidad individual y keirin.
Participó en dos Juegos Olímpicos de Verano, en los años 1996 y 2000, obteniendo una medalla de plata en Sídney 2000, en la prueba de velocidad individual, y el quinto lugar en Atlanta 1996, en la misma prueba.
Ganó tres medallas en el Campeonato Mundial de Ciclismo en Pista entre los años 1994 y 2003.

## Medallero internacional
| Juegos Olímpicos   | Juegos Olímpicos      | Juegos Olímpicos  | Juegos Olímpicos     |
| Año                | Lugar                 | Medalla           | Competición          |
| ------------------ | --------------------- | ----------------- | -------------------- |
| 2000               | Sídney ( Australia)   | Medalla de plata  | Velocidad individual |
| Campeonato Mundial |                       |                   |                      |
| Año                | Lugar                 | Medalla           | Competición          |
| 1994               | Palermo ( Italia)     | Medalla de bronce | Velocidad individual |
| 1997               | Perth ( Australia)    | Medalla de bronce | Velocidad individual |
| 2003               | Stuttgart ( Alemania) | Medalla de bronce | Keirin               |